# أبو الفتوح الحسن بن جعفر
الشريف أبو الفتوح الحسن بن جعفر تولى أمر مكة في سنة 384هـ، كان مواليا للفاطميين وإقام الخطبة لهم على منابر المسجد الحرام. خرج عن طاعة الخليفة الحاكم الفاطمي سنة 400 هـ وتم عزله، توفي الشريف أبو الفتوح سنة 430 هـ. وخلفه ابنه الشريف شكر بن الحسن بن جعفر واستمر حكمة إلى 403 هـ.

## عزله من حكم مكة والحجاز
الشريف أبو الفتوح الحسن بن جعفر كان مواليا للفاطميين واقام الخطبة لهم على منابر المسجد الحرام. وفي عام 400 هـ خرج عن طاعة الخليفة الفاطمي الحاكم بأمر الله.

## أبنائه
- شكر بن الحسن بن جعفر